# 3xKlan
3xKlan (zapis alternatywny: 3-X-Klan) – polski zespół wykonujący szeroko pojętą muzykę hip-hopową powstały w 1994 roku w Mikołowie. Tworzyli go Sebastian „Rahim” Salbert, Mateusz „Matho Radamez” Rajda, Arkadiusz „Bak” Juńczyk, Sebastian „DJ Bambus” Michalski oraz nieznany z nazwiska „Mephiston”. Grupa wydała swój jedyny album Dom pełen drzwi poprzedzony singlem „Łza wyobraźni” pod koniec 1997 roku nakładem S.P. Records, a w następnym została rozwiązana.

## Historia
Nazwa formacji wywodzi się od Osiedla XXX-lecia PRL (w języku potocznym zapisywanego często jako 3 X lecia), skąd pochodzili założyciele 3xKlanu. Słowo „Klan” stanowi natomiast aluzję do amerykańskiego zespołu Wu-Tang Clan. Początkowo nazwa brzmiała Three X Clan, a do jej spolszczenia zainspirował członków zespół Kaliber 44 promujący wykonywanie hip-hopu po polsku.
Historia 3xKlanu zaczęła się w listopadzie 1994 roku. W jednym z wywiadów Sebastian „Rahim” Salbert wspominał, że zainteresował się w młodości produkcją muzyczną i za pomocą komputera Amiga 500 oraz wykonanego metodą chałupniczą samplera zaczął tworzyć pierwsze bity. Były one robione dla Mateusza Rajdy znanego jako „Matho Radamez” grającego wtedy w podziemnym zespole hip-hopowym Boys n the Hood.
Z czasem Rahim zaczął tworzyć muzykę również dla siebie, aż w końcu zdecydował się założyć zespół ze swoim kolegą z wczesnych lat dziecięcych, Arkadiuszem „Bakiem” Juńczykiem. W lokalnym środowisku słuchaczy hip-hopu Bak zdobył znaczną popularność jako jeden z pierwszych w Polsce beatbokserów. Po pół roku do składu dołączył Matho Radamez (prywatnie kolega Rahima ze szkoły podstawowej) i tak oto wyklarował się trzon formacji.
Młodzi raperzy swój pierwszy koncert dali na urodzinach przyjaciółki, występując dla dwudziestu osób na scenie zbudowanej z połączonych stołów.
Po pewnym czasie do grupy dołączył poznany przez Rahima podczas gry w koszykówkę Sebastian „DJ Bambus” Michalski. Z początku próbował on rapować, lecz zniechęcony efektami postanowił przekwalifikować się na DJ-a. Nie posiadał jednak gramofonów, tak więc dopóki ich nie nabył i nie nauczył się nimi posługiwać pełnił w grupie rolę akustyka i technika. Ostatnim członkiem został poznany w Kielcach na urodzinach Tomasza „Boryga” Boryckiego nieznany z imienia grafik „Mephiston”.
W 1995 roku 3xKlan wydał swój pierwszy album demo zatytułowany Demo 1995r. Znalazło się na nim pięć utworów: „Postacie w kapturach”, „Strach”, „Sen”, „Spacer po linie” i „Koszmar” oraz dodatek w postaci beatboksu Baka. Nagrania nie zachowały się po dziś dzień.
Przełom w karierze zespołu nastąpił za sprawą osoby Rafała Wywioła znanego jako „Gano”, prywatnie kolegi Rahima z technikum. Był on przez pewien czas członkiem cieszącej się znaczną popularnością w śląskim podziemiu hip-hopowym grupy Kaliber 44. Gano zaproponował Rahimowi i Bakowi, że może ich przedstawić członkom zespołu, na co ci przystali. Młodzi raperzy udali się więc na spotkanie z Piotrem „Magikiem” Łuszczem, Rafałem „Jajonaszem” Łukaszczykiem i Marcinem „AbradAbem” Martenem. Muzycy szybko znaleźli wspólny język i jak wspominał późniejszy wydawca obu zespołów Sławomir Pietrzak, zaczęli „trzymać się razem”, natomiast szczególnie blisko zaprzyjaźnić mieli się Rahim i Magik. Członkowie Kalibra zdecydowali się pomóc młodszym kolegom w udoskonaleniu umiejętności tworzenia bitów. Współpraca grup zaowocowała powstaniem wspólnego utworu „Psychodela”, który trafił na debiutancki album Kalibra, wydaną w 1996 roku nakładem S.P. Records, Księgę Tajemniczą. Prolog (był to tym samym fonograficzny debiut 3xKlanu). Ponadto, autorem muzyki do zawartego na płycie utworu „Moja obawa (Bądź a klęknę)” był Rahim. Sam Pietrzak, właściciel S.P. Records z czasem zainteresował się i drugim z zespołów.
W 1996 roku 3xKlan wydał samodzielnie swoje drugie, liczące trzy utwory demo zatytułowane 3X. Trafiły na nie następujące kompozycje grupy: „Łza wyobraźni”, „Pozytywka” i „Bestia w klatce”.
W międzyczasie Rahim założył swój solowy projekt, MZD w którym występował z Radosławem „Kamsem” Kamyckim, Łukaszem „Lelo” Brząkałą, nieznanym z nazwiska „Kewem” i DJ-em Bambusem (Kew, Rahim i nieznany z nazwiska „Kuzyn” działali również w trio eRKa). MZD i 3xKlan nagrali wspólny utwór „Rymologia”.
Ostatecznie S.P. Records podpisało kontrakt wydawniczy z 3xKlanem. W 1997 roku ukazał się singiel „Łza wyobraźni”, który zwiastował wydanie debiutanckiego albumu studyjnego. Na płycie pojawiły się utwory „Pozytywka” i „Łza wyobraźni” do których wykonano teledyski. Piosenki zyskały pewną popularność w kraju, były notowane na Szczecińskiej Liście Przebojów Polskiego Radia, odpowiednio na 3. i 10. miejscu.
Tego samego roku ukazał się debiutancki album 3xKlanu pod tytułem Dom pełen drzwi. Nagrania były częściowo zbliżone stylistycznie do debiutanckiego albumu formacji Kaliber 44, poprzez oparcie się o wykreowany przez nich styl zwany psychorapem.
Wydawnictwo okazało się sporym sukcesem artystycznym uzyskując nominację do nagrody polskiego przemysłu fonograficznego Fryderyka w kategorii Album roku – rap & hip-hop. Mimo to, miało ono odbić się na kondycji finansowej członków zespołu, na których wydawca przerzucić miał część kosztów (m.in. produkcji teledysku), przez co młodzi muzycy nie tylko nie zarobili na płycie, ale musieli do niej jeszcze dołożyć. Dom pełen drzwi miał nie spełnić bowiem oczekiwań sprzedażowych wydawcy, rozchodząc się w kilkudziesięciu tysiącach kopii, co na warunki rynku lat dziewięćdziesiątych nie stanowiło znacznej liczby (przede wszystkim, nie został powtórzony spektakularny sukces Kalibra 44, którego Księga Tajemnicza. Prolog rozeszła się w setkach tysięcy egzemplarzy w całej Polsce).
W 1997 roku grupa wzięła udział w projekcie wytwórni muzycznej R.R.X. pt. Wspólna scena. Na potrzeby zrzeszającej polską scenę hip-hopową kompilacji 3xKlan nagrał utwór zatytułowany „Jak to się stało…”. Natomiast pochodząca z Domu pełnego drzwi „Zielona relacja” otwierała album kompilacyjny S.P. Records Hip-Hopla.
Wkrótce rozpoczęte zostały również prace nad drugim albumem, którego zwiastun, utwór „Tunel” znalazł się na składance magazynu Klan. W tym samym roku formacja zagrała krótką trasę koncertową, a na grudniowym występie w Warszawie jako support grał przed nią Warszafski Deszcz, ówcześnie zwany Trzyhą.
W 1998 roku pochodzący z Domu pełnego drzwi utwór „Olewały go” umieszczono na składance dołączonej do branżowego magazynu Brum.
W międzyczasie z Kalibra 44 odszedł Magik i choć początkowo nie planował angażowania się w kolejną formację, przystał na propozycję nieznanego szerzej na krajowej scenie Wojciecha „Fokusa” Alszera, by założyć nowy zespół, a pozycję trzeciego członka zaoferował właśnie Rahimowi. Ten zgodził się i tak powstała Paktofonika. Decyzja o rozłożeniu uwagi na dwa równorzędne projekty została odebrana negatywnie przez członków 3xKlanu i chociaż Salbert zarzekał się, iż da radę funkcjonować równolegle w 3xKlanie i Paktofonice, reszta składu postawiła mu ultimatum: miał wybrać nową lub macierzystą formację. Sytuacja ta zbiegła się z napięciami w zespole, powodowanymi nierentownością działalności artystycznej. Ponadto, pojawił się też osobisty konflikt Rahima z Matho, którego ten oskarżał o zazdrość względem PFK. Rahim zdecydował się wybrać współpracę z Magikiem i Fokusem, co doprowadziło do jego odejścia z grupy, która to jeszcze przez jakiś czas funkcjonowała, gdy Salberta wymieniono na nieznanego z imienia członka. Do końca 1998 roku 3xKlan wygasił działalność.
W 1999 roku, już po rozpadzie zespołu Matho powołał do życia formację Alkomatyka, w której skład weszli Mephiston (zmienił pseudonim na „Vega” i sam zaczął rapować) i producent Dariusz „Kipper” Łamacz (późniejszy współpracownik Paktofoniki oraz członek stowarzyszonego z nią kolektywu PFK Kompany). 15 grudnia 1999 roku wydali zawierającą trzy utwory epkę-nielegal zatytułowaną po prostu Alkomatyka, nagraną z DJ-em Bambusem. Grupa niedługo później rozpadła się. Kipper zaczął współpracować z Paktofoniką i wszedł w skład stowarzyszonego z nią kolektywu PFK Kompany, podobnie jak DJ Bambus, który został muzykiem sesyjnym i koncertowym zespołu Rahima, a w latach późniejszych wszedł w skład wyrosłego na gruzach Paktofoniki tria Pokahontaz. Vega wraz z Kamsem i Lelo z MZD założyli grupę Ósemka, która wydała 4 października 2005 roku nagrany w należącym do Rahima studiu MaxFloStudio nielegal Demo.
Działalność muzyczną kontynuował również Bak, zachował przy tym przyjazne stosunki z Rahimem (wystąpił między innymi na jego solowym debiucie Experyment Psyho, pożegnalnym koncercie Paktofoniki, czy albumie Archiwum kinematografii). Założył duet EBS z Krzysztofem „Żorskim” Żurem, który zaangażował się w projekt Dziewiętnasty Południk skupiający śląskich wykonawców undergroundowych. Działalność Dziewiętnastego Południka zaowocowała wydanym w 2000 roku nielegalem Katowice, na którym wystąpili oprócz EBS między innymi eRKa, Fokus i członkowie jego pierwszego zespołu Kwadrat Skład, 4.0. (duet, który tworzyli Lelo i Kipper), sama Paktofonika z pierwszą wersją piosenki „Chwile ulotne”, czy też Emcefalograf (posługujący się również nazwą MCF). Z członkiem Emcefalografu, Michałem „Goozkiem” Gauzą, Bak założył swój drugi zespół, Cztery Pokoje Projekt, do którego dołączyli wokalistka Anna Ruttar i nieznany z nazwiska „DJ Becla”. Udało im się wydać w 2006 roku album 4, przeszedł on jednak bez echa i grupa zakończyła działalność. W 2013 roku utworzył jeszcze duet z BakCzip Robertem „Czipenem” Czypionką, lecz ten nie wydał nigdy płyty.
W latach późniejszych Dom pełen drzwi zyskał sobie reputację białego kruka, a jego egzemplarze osiągały znaczne ceny na rynku wtórnym. Z tego powodu podejmowano starania na rzecz przekonania S.P. Records do wydania reedycji płyty. Przez szereg lat przeszkodę w podpisaniu wymaganych dokumentów stanowił brak kontaktu z Matho. Ostatecznie, Dom pełen drzwi wydany został raz jeszcze w 2020 roku zarówno na płycie CD, jak i na winylu oraz kasecie magnetofonowej. Reedycja albumu doszła do siódmego miejsca zestawienia OLiS.

## Członkowie zespołu
- Sebastian „Rahim/Rahim-o-Logus” Salbert – wokal, słowa, produkcja
- Mateusz „Matho Radamez” Rajda – wokal, słowa
- Arkadiusz „Bak” Juńczyk – wokal, słowa, produkcja, skrecze, trąbka, beatbox
- Sebastian „DJ Bambus” Michalski – skrecze, zaplecze techniczne
- „Mephiston” – oprawa graficzna
- nieznany z nazwiska i pseudonimu członek zastępujący Rahima u schyłku istnienia grupy

## Dyskografia
Albumy
| Rok  | Tytuł                                                         | Pozycja na liście | Sprzedaż                                 |
| Rok  | Tytuł                                                         | POL               | Sprzedaż                                 |
| ---- | ------------------------------------------------------------- | ----------------- | ---------------------------------------- |
| 1997 | Dom pełen drzwi - Data: grudzień 1997 - Wydawca: S.P. Records | 7 (reedycja)      | - POL: kilkadziesiąt tysięcy egzemplarzy |

Single
| Rok  | Tytuł           | Pozycja na liście | Album           |
| Rok  | Tytuł           | SLiP              | Album           |
| ---- | --------------- | ----------------- | --------------- |
| 1997 | „Łza wyobraźni" | 10                | Dom pełen drzwi |

Inne notowane utwory
| Rok  | Tytuł       | Pozycja na liście | Album           |
| Rok  | Tytuł       | SLiP              | Album           |
| ---- | ----------- | ----------------- | --------------- |
| 1997 | „Pozytywka” | 3                 | Dom pełen drzwi |

Inne
| Rok  | Utwór                                                    | Album                                  | Źródło |
| ---- | -------------------------------------------------------- | -------------------------------------- | ------ |
| 1996 | „Psychodela” (gościnnie: 3xKlan, Aneta Karkus, Jajonasz) | Księga Tajemnicza. Prolog – Kaliber 44 | [ 42 ] |
| 1997 | „Zielona relacja” – 3xKlan                               | Hip-Hopla (kompilacja S.P. Records)    | [ 20 ] |
| 1997 | „Jak to się stało...” – 3xKlan                           | Wspólna scena (kompilacja R.R.X.)      | [ 43 ] |
| 1997 | „Tunel” – 3xKlan                                         | Klan CD#02 (kompilacja Klanu)          | [ 21 ] |

## Teledyski
| Rok  | Tytuł           | Album           | Źródło |
| ---- | --------------- | --------------- | ------ |
| 1997 | „Łza wyobraźni” | Dom pełen drzwi | [ 44 ] |
| 1997 | „Pozytywka”     | Dom pełen drzwi | [ 45 ] |